# Gregoia
Gregoia is een geslacht van weekdieren uit de klasse van de Gastropoda (slakken).

## Soorten
- Gregoia aemula Fehse, 2015
- Gregoia albamargarita Fehse, 2015
- Gregoia albengai Fehse, 2015
- Gregoia boucheti Fehse, 2015
- Gregoia danielleae Fehse, 2015
- Gregoia densedentata Fehse, 2015
- Gregoia distantia Fehse, 2015
- Gregoia formosa Fehse, 2015
- Gregoia mariecatherinae Fehse, 2015
- Gregoia mauricetteae Fehse, 2015
- Gregoia paenegloba Fehse, 2015
- Gregoia petitdevoizei Fehse, 2015
- Gregoia rimatara Fehse, 2015
- Gregoia tenera Fehse, 2015
- Gregoia vorago Fehse, 2015
- Gregoia yurikantori Fehse, 2015